# Glenwillow (Ohio)
Pour les articles homonymes, voir Glenwillow.
Glenwillow est un village américain situé dans le comté de Cuyahoga, dans l’Ohio. Selon le recensement de 2010, sa population est de 923 habitants.